# Comtat de Benaugès
El comtat de Benauges fou una jurisdicció feudal centrada a Benauja a la Gascunya. La primera branca senyorial la va iniciar Utzan, fill d'Aner vescomte d'Oloron, Tursan, Dacs (Dax), Orte, i Gabardà (vescomte de Gascunya), que va rebre les terres de Bezaume i Benauges amb títol vescomtal; el seu germà Amanieu va rebre les terres d'Albret. Utzan mort després del 978, va deixar al seu fill Aimon les terres de Bezaume i Benauges.
Aimon, mort vers l'any 1000, va deixar dos fills, que foren ambdós vescomtes, primer Guillem, i després Rodolf (Rodolf Artau), que només va deixar una filla Amalvina que es va casar amb Guillem Amanieu d'Albret. El seu fill Guillem Amanieu II va portar el títol de vescomte; va deixar una filla, Vitapoi, que es va casar amb Guillem V d'Angulema, i el va heretar el fill Bernat I, i a aquest el seu fill Guillem III, que només va deixar una filla de nom no conegut que va aportar els vescomtats a Bernat de Gabardà, germà del vescomte Pere II de Gabardà, que fou senyor de Bouville per la seva mare, i vescomte de Bezaume i de Benauges pel seu pare i va morir vers 1266; Bernat de Bouville posseïa drets sobre l'abadia de La Reole; el va succeir el seu fill Pere que va obtenir les senyories de Saint Macaise i part de la de Langon; el seu fill Bernat va heretar els vescomtats i Bouville i un altre fill, Roger la consenyoria de Langon (continuada amb el fill Bonfes i el net Guillem i després extinta).
La dinastia de Benauges i Bezaume es va extingir i va passar al senyor de Grailly Joan III. Aquest fou senyor de Grailly i vescomte de Benauges i de Castilhon, senyor de Gurson, de Fleix, de Puy-Paulin, de Chaslus, de Sainte-Croix de Villagrand, de La Reole i de Langon, va fundar Cadillac el 1280, i va morir el 1301. El seu fill Pere II el va succeir (Langon, Fleix i Gurson van passar temporalment a un fill de nom Joan i després van tornar a la casa de Grailly i van ser aportades en dot a Jordà senyor de Cazaubon i d'Illa Jordà) i va heretar la senyoria de Landirans de la seva mare. A Pere II el va succeir el seu fill Pere III que es va casar amb Asalida, filla de Pere Amanieu, captal del Buch, que va rebre doncs el captalat; va morir el 1356 i el va succeir el seu fill Joan II de Benauges i IV de Grailly, mort abans del 1362, i el seu fill Gastó el va succeir però va morir el 1362 i va passar a son germà Joan III mort el 1376, i d'aquest a sa germanastre Arquimbald de Grailly, amb qui, per matrimoni el 1381, van anar a parar els dominis de la casa de Foix.
Joan III i Arquimbald van utilitzar el títol de comtes de Benauges però no fou reconegut. Isabel de Foix, la dona d'Arquimbald, va fundar l'abadia de Verdelais. El 1416 Arquimbald va donar Benauges i Castilhon al seu fill Gastó I. El 1426, a petició de Gastó, la senyoria o vescomtat de Benauges, fou per fi elevada a comtat, i tenia llavors 27 parroquies. El va seguir, al morir el 1485, el seu fill Joan (Captal de Buch, comte de Castres i vescomte de Castilhon, i senyor i després vescomte de Meille i per matrimoni comte de Candale) que va morir el 1485. Va deixar l'herència al seu fill Gastó II (comte de Candale, captal de Buch i vescomte de Castilhon), mort el 1500. El va succeir el seu fill Gastó III, comte de Candale i Captal de Buch, mort el 1536; i a aquest el va succeir el seu fill Frederic, Comte de Candale, d'Astarac i Captal de Buch, mort el 1571; el seu fill Enric, Comte de Candale, d'Astarac i Captal de Buch fou el darrer de la nissaga, i només va viure un any (va morir el 1572). L'herència i els títols van passar a la seva filla Margarida, comtessa de Candale, de Benauges i d'Astarac i captala de Buch, que va morir el 23 de setembre de 1593. Les seves possessions van passar a la corona (com a hereva de l'altra branca dels Foix). Sa germana Francesca fou empresonada per Margarida i obligada a fer-se monja, però en morir Margarida va deixar el convent i va pledejar pels béns de la seva branca, però va morir sense resultats i sense descendents el 1649.

## Llista de vescomtes i comtes de Benauges
- Utzan vers 978
- Aimon vers 1000
- Guillem després del 1000
- Rodolf vers 1050
- Amalvina vers 1100
- Guillem I Amanieu vers 1100
- Guillem II Amanieu mort 1161
- Bernat I 1161-?
- Guillem ?
- Vescomtessa ?
- Bernat de Gabardà, senyor de Bouville ?-1266
- Pere I vers 1266
- Bernat II 1266-?
- Joan I (III de Grailly) ?-1301
- Pere II 1301-1340
- Pere III 1340-1356
- Joan II 1356-1360
- Gastó 1360-1362
- Joan III 1362-1371
- Arquimbald 1371-1416
- Gasto II 1416-1455 (primer comte)
- Joan III 1455-1485
- Gastó III 1485-1500
- Gasto IV 1500-1536
- Frederic 1536-1571
- Enric 1571-1572
- Margarida 1572-1593
- a la corona francesa 1593